# Folle-blanche
La folle-blanche B est un cépage de cuve blanc français.

## Origine

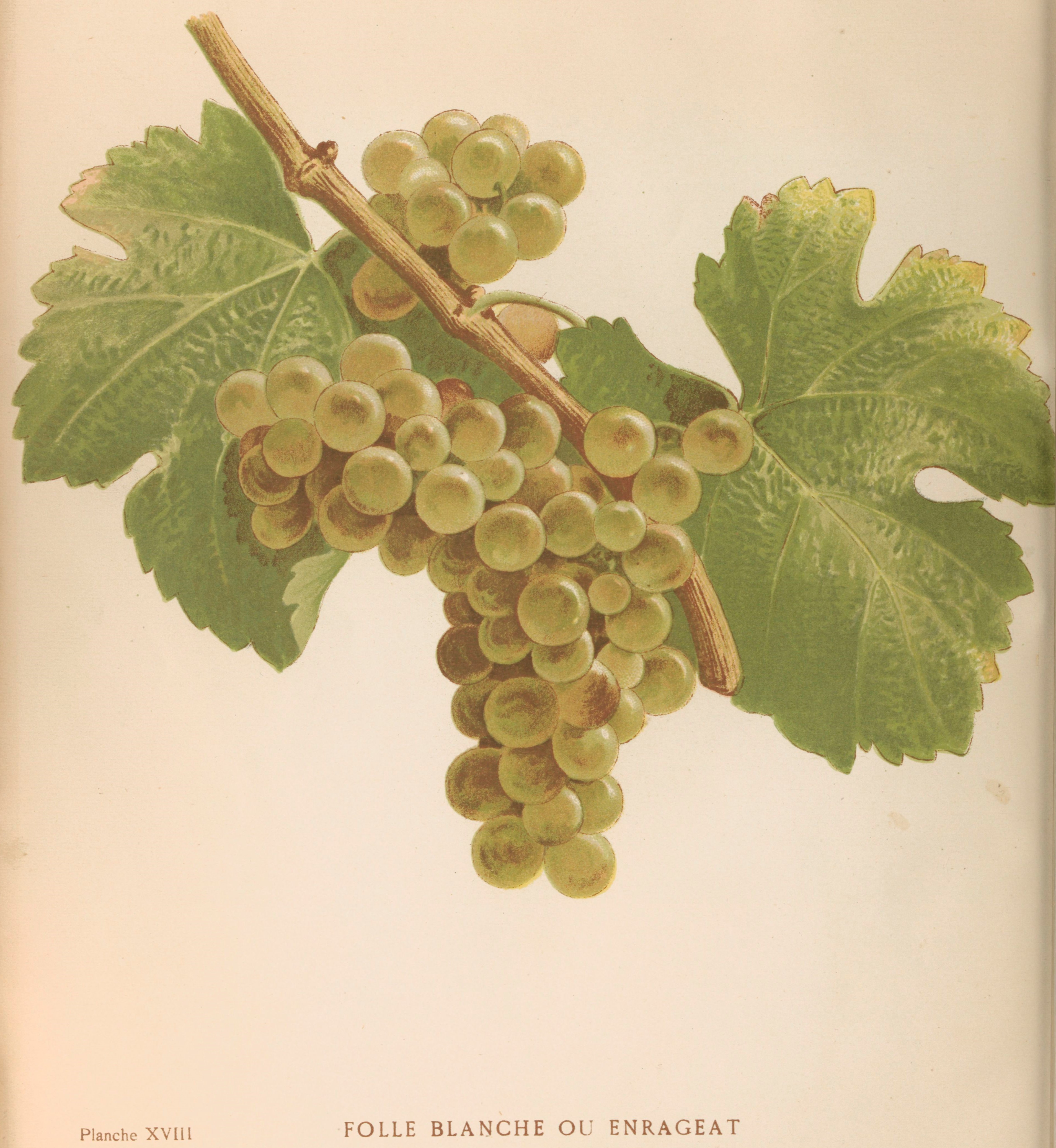
Grappe de Folle blanche.

D'après de récentes analyses de son génome, il est un descendant du gouais.
Originaire de l'Ouest de la France, il est probablement natif des Charentes. Il y est connu au moins depuis les premières distilleries en 1630. Il fut durant deux siècles et demi « le » cépage destiné à la distillation, contribuant pour beaucoup à la réputation des eaux-de-vie française, cognac et armagnac.
Lors de l'anéantissement du vignoble par le phylloxéra, (années 1870-1890) il devint nécessaire de greffer la vigne. Par conséquent, la folle-blanche devient beaucoup plus sensible aux maladies, notamment à la pourriture grise. Les rendements chutent et elle n'est plus rentable. Elle est remplacée par l'ugni blanc pour la grande masse des alcools. Cependant, quelques vignes sont conservées car elle donne la plus fine des eaux-de-vie.
Il a été introduit au XVIe siècle dans la région de Nantes pour y produire du vin blanc. Il sera longtemps exporté en Europe du Nord par les Hollandais. Il est dédié aujourd'hui à la production du gros plant du pays nantais.
En France, sa culture concerne 3 300 ha (dont 2 800 pour le pays nantais) en 1994 contre 15 800 en 1958. Il est cultivé en Afrique du sud, en Argentine, en Californie et en Roumanie.

## Étymologie et synonymes
Folle blanche fait référence à un cépage qui produit un vin très acide (folle) et très pâle (blanche). Son autre nom, gros plant, vient de la grosseur des ceps ou de ses gros rendements.
Ce cépage porte de nombreux noms en France, parmi lesquels Blancheton, Enrageat dans le vignoble du Sud-Ouest, Folle blanche en vignoble du Val de Loire, Gros plant en Pays nantais et en Vendée, Grosse chalosse ou grosse blanquette, Hivernage dans le Nord de la France Picpoul, piquepoul ou piquepoult, piquepouille ou picpouille dans le Gers (Cousin du piquepoul blanc homonyme du Languedoc.) Talos ou talosse.

## Caractèresampélographiques
- Bourgeonnement cotonneux.
- Jeunes feuilles vert-jaune.
- Feuilles adultes orbiculaires à 5 lobes, sinus latéraux profonds, ouverts à fond en U (doigt de gant), sinus pétiolaire fermé ou peu ouvert, dents courtes ogivales, limbe involuté.
- Grappes moyennes et compactes et baies de taille moyennes.

## Aptitudes
- Culturales : fertile et productive à port érigé, la folle blanche peut être taillée longue ou courte en fonction de l'objectif recherché. Sa précocité lui fait craindre les gelées printanières.
- Sensibilité : elle est très sensible à la pourriture grise, notamment à cause des grappes très compactes. Elle redoute aussi le black-rot, les acariens, le mildiou et l'excoriose.
- Technologiques : elle donne un vin peu alcoolique, nerveux acide et pâle, apte à servir de base pour des mousseux d'entrée de gamme. En zone méridionale, l'acidité chute rapidement. La distillation de ses vins donne d'excellentes eaux-de-vie, très fines et bouquetées.

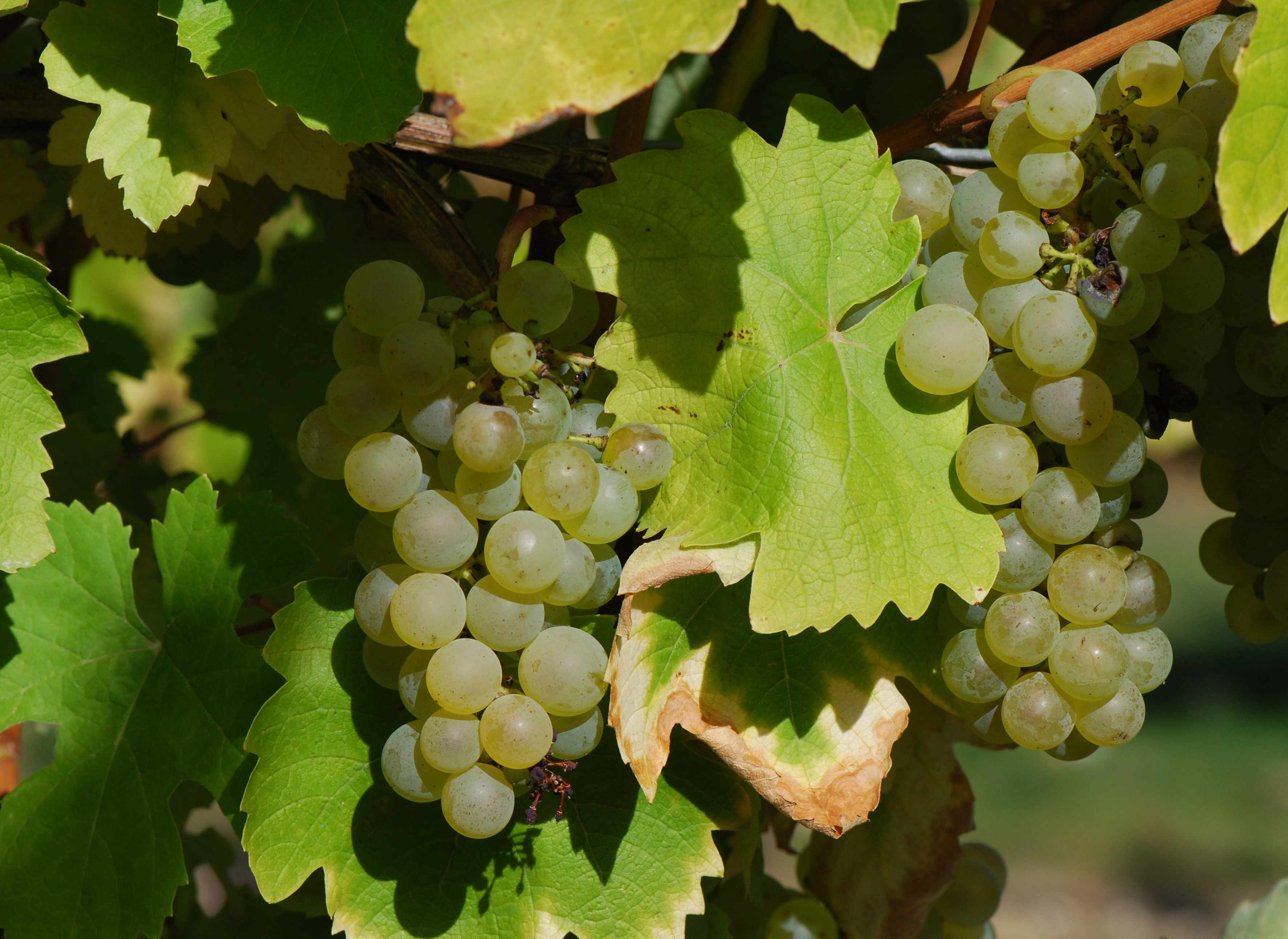
Raisins de Folle blanche, Conservatoire du vignoble charentais.
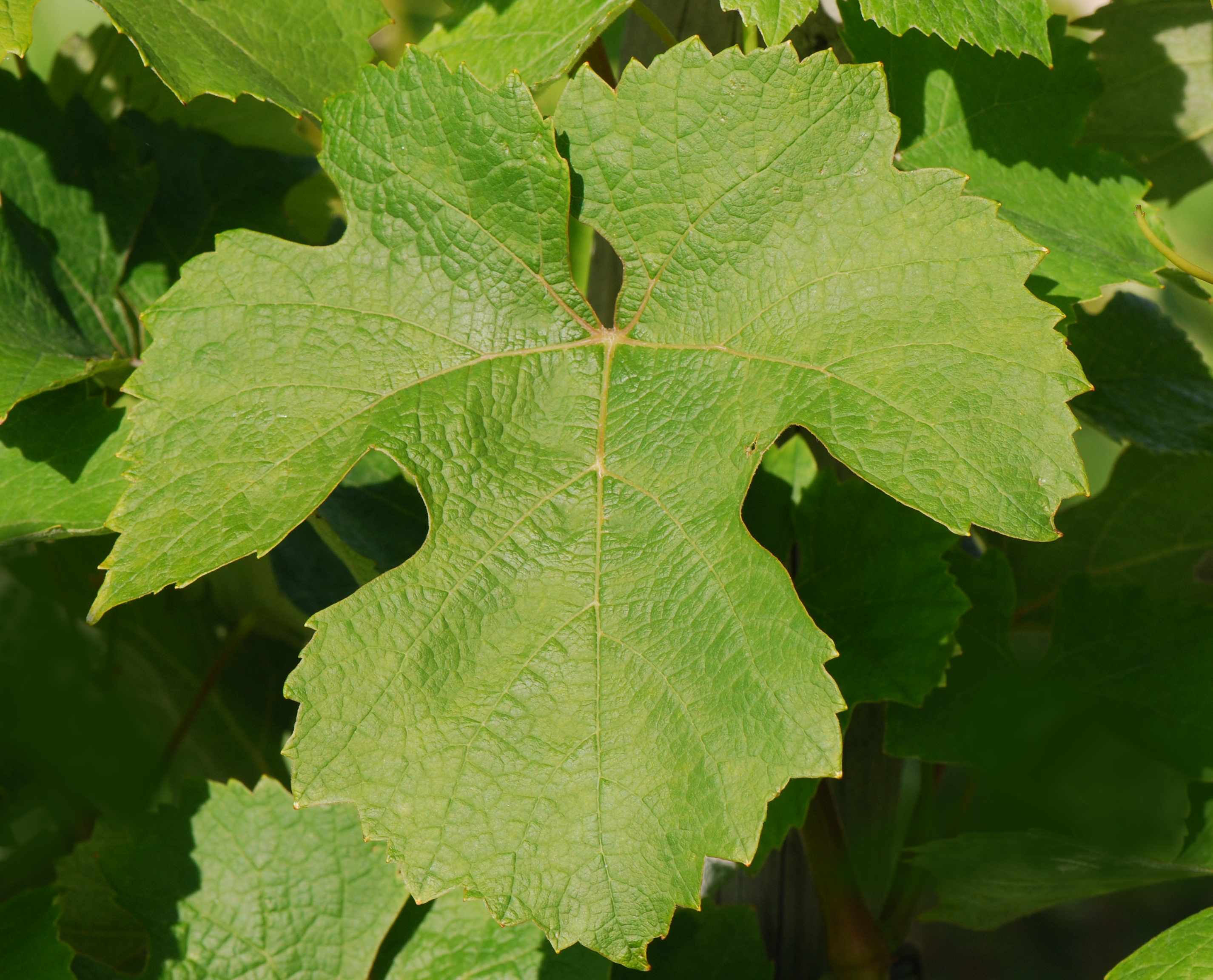
Feuille avec sinus latéraux en U.
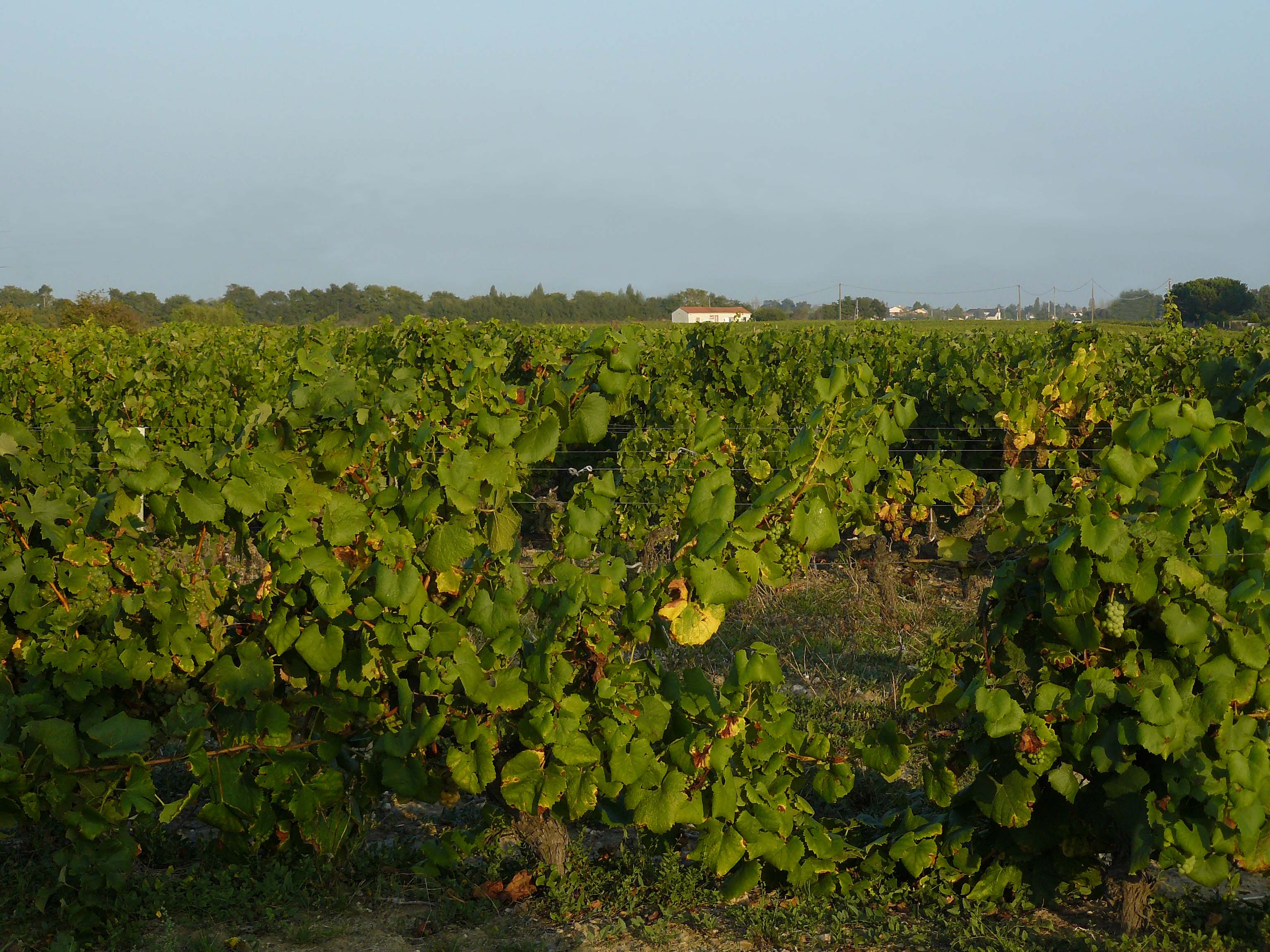
Vignoble nantais.